# U-234 (submarino alemão)
Unterseeboot 234 (U-234) foi um submarino Alemão da Segunda Guerra Mundial, desenhado para instalar minas navais. Sua única missão foi uma tentativa de transportar óxido de urânio e tecnologia alemã ao Japão. O submarino rendeu-se aos Estados Unidos a 14 de Maio de 1945, seis dias após a rendição da Alemanha.

## História
Existe um documento que relata que a tripulação alemã ficou surpreendida quando dois oficiais militares japoneses foram a bordo juntamente com uma carga no qual estava escrito U-235, pensando que os japoneses tinham-se enganado no nome do submarino. De acordo com o relatório a carga estava documentada correctamente, pois a carga continha urânio 235.
O U-234 partiu de Kiel em março de 1945 com 240 toneladas de carga para o Japão. Juntamente com os dois passageiros japoneses, seguiam outros cinco passageiros vips alemães.
Entre os passageiros estava o General Ulrich Kessler da Luftwaffe, que deveria tomar comando da Luftwaffe liaison em Tóquio, um juiz da marinha, para julgar casos de traidores alemães no Japão, o Dr. Heinz Schlicke (um cientista alemão mais tarde preso pelos EUA), os dois oficiais japoneses e um outro perito em foguetes V-2. Os dois oficiais japoneses, após terem conhecimento que o submarino iria-se render, ingeriram veneno e cometeram harakiri, sendo sepultados no mar.
O U-234 tinha sofrido uma colisão com outro submarino alemão enquanto submergido no Mar Báltico, portanto necessitava de reparos antes de continuar a sua viagem para Christiansand, na Noruega. Emergiu no mar no dia 10 de Maio de 1945 e teve conhecimento por rádio da rendição da Alemanha. Após consultar outro submarino, o (U-873),  seu comandante, Johann-Heinrich Fehler, enviou uma mensagem por rádio que iria navegar até Halifax para se render. O navio norte-americano USS Sutton interceptou -o a 14 de Maio e removeu toda a tripulação e os seus passageiros do submarino.
A tripulação do navio dos EUA levou o submarino sob escolta até Cazco Bay, no Maine, onde foi sugerido pela cientista norte-americana Dr. Velma Hunt que o U-234 tinha despejado parte de sua carga em segredo antes de se render. O submarino foi depois movido para Portsmouth, New Hampshire. A Marinha dos Estados Unidos descarregou aí cerca de 550 kg de urânio do U-234. A sua carga de dois caças a jacto Me-262 não foi registada em Portsmouth, presume-se, baseado numa leitura ao combustível gasto, que essa carga tinha sido descarregada num local anterior à rendição.
A 20 de Novembro de 1947, o U-234 foi afundado na costa de Cape Cod pelo USS Greenfish usado como alvo para testes de torpedos.